# Roya
Die Roya (italienisch: Roia) ist ein Fluss im Grenzgebiet zwischen Frankreich und Italien. Sie entspringt in den französischen Seealpen, östlich des Col de Tende (italienisch: Colle di Tenda), im Gemeindegebiet von Tende und entwässert generell in südlicher Richtung. Der obere Flusslauf liegt im französischen Nationalpark Mercantour. Das Gewässer weist ein erhebliches Gefälle auf und wird daher vor allem im Oberlauf von Wasserkraftwerken genutzt. Der Mittellauf bei Breil-sur-Roya weist dagegen eine gleichmäßige Wasserführung auf und kann daher für Kajak und Rafting genutzt werden. Das Gebirgstal der Roya verengt sich sehr häufig zu engen Schluchten, wird aber dennoch auf seiner gesamten Länge von der Tendabahn, einer der außergewöhnlichsten alpenquerenden Eisenbahnlinien, durchzogen. Die Roya erreicht bei Fanghetto italienisches Staatsgebiet und mündet nach insgesamt rund 59 Kilometern bei Ventimiglia in das Mittelmeer. Auf seinem Weg durchquert der Fluss das französische Département Alpes-Maritimes und die italienische Provinz Imperia.

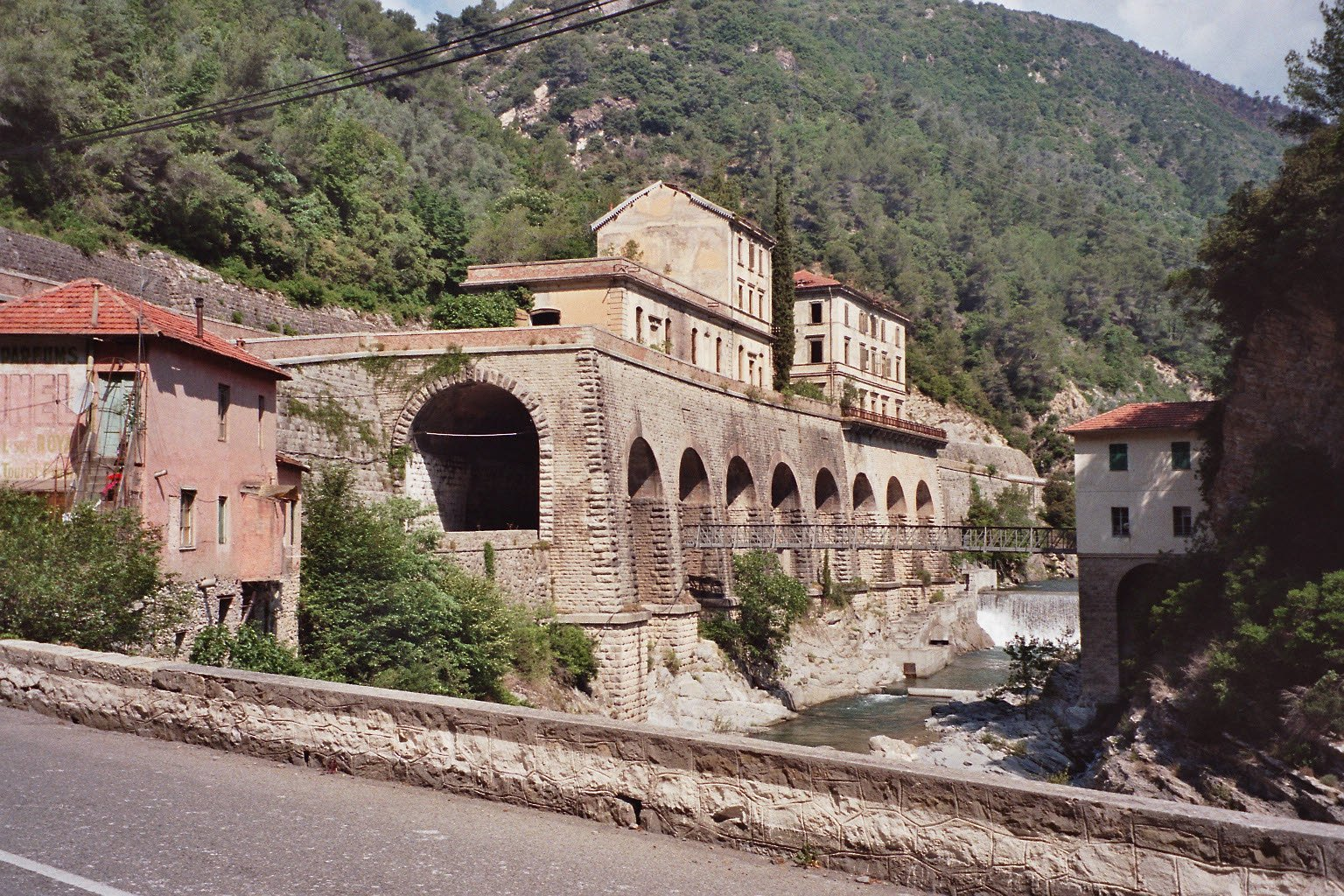
Die Roya unterhalb des stillgelegten Bahnhofs Piène
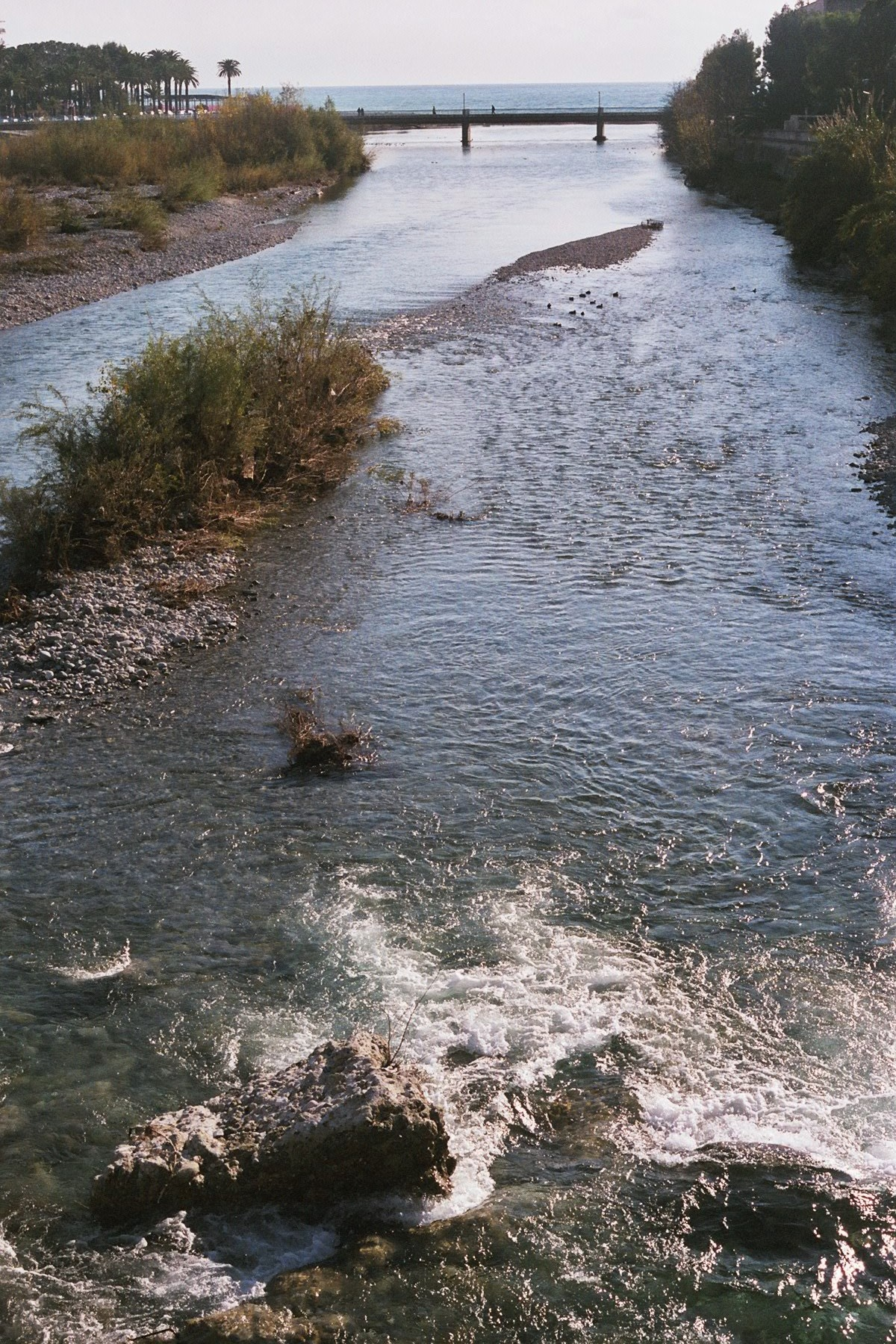
Mündung der Roia bei Ventimiglia

Nach der Schließung der Balkanroute versuchen Flüchtlinge verstärkt durch das Royatal nach Frankreich zu kommen. Dabei werden sie von engagierten Einwohnern aus humanitären Gründen unterstützt. Ordnungskräfte verfolgen diese Aktivitäten als Schlepperei. Ein Beispiel ist der Bergbauer Cédric Herrou, den vom Conseil constitutionnel jedoch in letzter Instanz freigesprochen wurde.

## Orte am Fluss
- Tende
- Saorge
- Fontan
- Breil-sur-Roya
- Fanghetto
- Olivetta San Michele
- Airole
- Ventimiglia